# Вейдниекс, Корнелийс
Корнелийс Вейдниекс (латыш. Kornēlijs Veidnieks; до 1940 года — Вейтман; 31 марта 1899 —12 января 1942) — латвийский юрист, политик и общественный деятель. Министр внутренних дел Латвии (1939—1940).

## Биография
Вейтманис Корнелийс родился 31 марта 1899 года в «Думпуры» Рамульской волости (ныне Вайвская волость). Окончил Вайвскую начальную школу и Цесисскую городскую школу. После этого он переехал в Москву, где работал в военном госпитале и учился. В 1917 году был отправлен на Галицкий фронт. После окончания военных действий России он вернулся в Латвию. В январе 1919 года участвовал в организации Цесисской роты. Через некоторое время он попал в плен войск ССРЛ, где провел несколько месяцев. После освобождения он вернулся на службу и принял участие в боях за освобождение Латгалии. Демобилизован в 1922 году.
В 1924 году он стал помощником начальника Цесисской тюрьмы и командиром 10 Цесисского гвардейского полка роты. В июле 1934 года он стал директором Департамента уголовной политики Министерства юстиции.
В январе 1939 года он стал министром внутренних дел, сменив на должности Вили Гулбиса . В 1940 году он изменил свою фамилию на Вейдниекс (Veidnieks). После оккупации Латвии в июне 1940 года он потерял свою должность в правительстве. В июле того же года его депортировали в город Киров в СССР, где его допрашивали. После немецкого вторжения в СССР Вейдниекс был выслан в Вятлаг.
Умер 12 января 1942 года.